# Canton de Lomme
Le canton de Lomme est un ancien canton français, situé dans le département du Nord et la région Nord-Pas-de-Calais.

## Composition

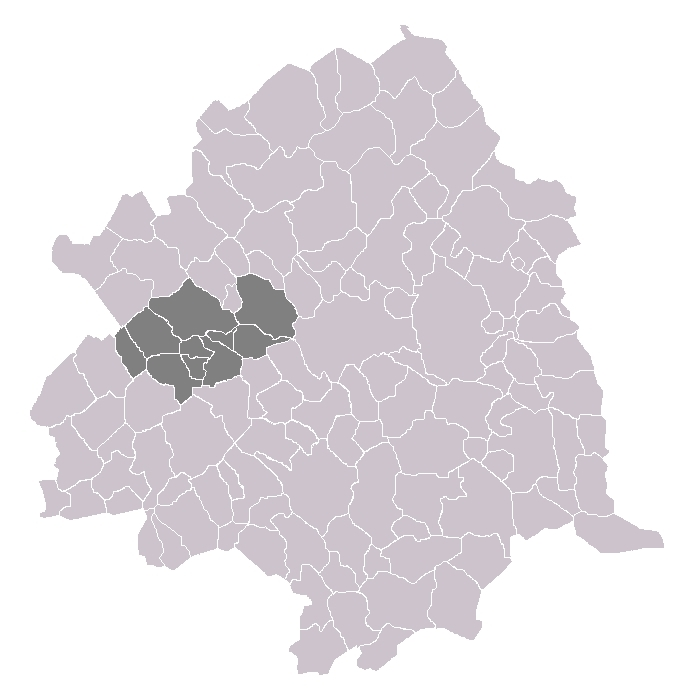
Canton de Lomme dans l'arrondissement de Lille

Le canton de Lomme se composait d’une fraction de la commune de Lille et de neuf autres communes. Il compte 40 916 habitants (population municipale) au 1er janvier 2012.
| Nom                      | Code Insee | Intercommunalité              | Population (dernière pop. légale)                |
| ------------------------ | ---------- | ----------------------------- | ------------------------------------------------ |
| Lille (chef-lieu)        | 59350      | Métropole européenne de Lille | Fraction : 27 121(2012) Commune : 233 897 (2014) |
| Beaucamps-Ligny          | 59056      | Métropole européenne de Lille | 858 (2014)                                       |
| Englos                   | 59195      | Métropole européenne de Lille | 603 (2014)                                       |
| Ennetières-en-Weppes     | 59196      | Métropole européenne de Lille | 1 288 (2014)                                     |
| Erquinghem-le-Sec        | 59201      | Métropole européenne de Lille | 566 (2014)                                       |
| Escobecques              | 59208      | Métropole européenne de Lille | 300 (2014)                                       |
| Hallennes-lez-Haubourdin | 59278      | Métropole européenne de Lille | 3 935 (2013)                                     |
| Le Maisnil               | 59371      | Métropole européenne de Lille | 641 (2014)                                       |
| Radinghem-en-Weppes      | 59487      | Métropole européenne de Lille | 1 358 (2014)                                     |
| Sequedin                 | 59566      | Métropole européenne de Lille | 4 567 (2014)                                     |

## Histoire
Canton créé en 1982 (Décret du 4 février 1982). Auparavant, voir canton d'Haubourdin
| Période               | Identité        | Parti          | Qualité |
| --------------------- | --------------- | -------------- | --- |
| 1982-1988 (démission) | Yves Durand     | PS             | Enseignant Député (1988-1993, 1997-2017) Maire de Lomme de 1990 à 2012 |
| 1988-1994             | Arthur Notebart | PS             | Représentant de commerce Député (1951-1958 et 1962-1987) Maire de Lomme (1947-1990) Président de la Communauté Urbaine de Lille de 1971 à 1989 Ancien conseiller général du Canton d'Haubourdin (1945-1982) |
| 1994-1997 (démission) | Yves Durand     | PS             | Maire de Lomme de 1990 à 2012 |
| 1997-2001             | Thérèse Brunet  | PS             | |
| 2001-2008             | Denis Vinckier  | DVD puis MoDem | Assistant parlementaire d'André Diligent de 1995 à 2001 |
| 2008-2015             | Roger Vicot     | PS             | Ancien adjoint au maire de Lille (2001-2012) Maire délégué de Lomme depuis 2012 Vice-Président du Conseil Général du Nord chargé de la solidarité et de la lutte contre les exclusions de 2011 à 2015       |

## Démographie
| 1962 | 1968 | 1975 | 1982 | 1990   | 1999   | 2006   | 2011   | 2012   |
| ---- | ---- | ---- | ---- | ------ | ------ | ------ | ------ | ------ |
| -    | -    | -    | -    | 38 489 | 40 311 | 41 655 | 40 955 | 40 916 |